# Токінг-Рок (Джорджія)
Токінг-Рок (англ. Talking Rock) — місто (англ. town) в США, в окрузі Пікенс штату Джорджія. Населення — 91 особа (2020).

## Географія
Токінг-Рок розташований за координатами 34°31′40″ пн. ш. 84°29′39″ зх. д. / 34.52778° пн. ш. 84.49417° зх. д. (34.527651, -84.494087).  За даними Бюро перепису населення США в 2010 році місто мало площу 3,85 км², уся площа — суходіл.

## Демографія
Згідно з переписом 2010 року, у місті мешкали 64 особи в 27 домогосподарствах у складі 17 родин. Густота населення становила 17 осіб/км².  Було 34 помешкання (9/км²).
Расовий склад населення:
| - 100,0 % — білих |

До двох чи більше рас належало 0,0 %. Частка іспаномовних становила 0,0 % від усіх жителів.
За віковим діапазоном населення розподілялося таким чином: 21,9 % — особи молодші 18 років, 53,1 % — особи у віці 18—64 років, 25,0 % — особи у віці 65 років та старші. Медіана віку мешканця становила 43,0 року. На 100 осіб жіночої статі у місті припадало 93,9 чоловіків;  на 100 жінок у віці від 18 років та старших — 100,0 чоловіків також старших 18 років.
Середній дохід на одне домашнє господарство  становив 50 408 доларів США (медіана — 42 500), а середній дохід на одну сім'ю — 58 935 доларів (медіана — 40 417). За межею бідності перебувало 6,7 % осіб, у тому числі 0,0 % дітей у віці до 18 років та 9,1 % осіб у віці 65 років та старших.
Цивільне працевлаштоване населення становило 34 особи. Основні галузі зайнятості: будівництво — 23,5 %, освіта, охорона здоров'я та соціальна допомога — 14,7 %, оптова торгівля — 11,8 %.